# Чемпионат Северной, Центральной Америки и Карибского бассейна по волейболу среди женщин 1993
13-й чемпионат Северной, Центральной Америки и Карибского бассейна (NORCECA) по волейболу среди женщин прошёл с 20 по 26 сентября 1993 года в Колорадо-Спрингсе (США) с участием 6 национальных сборных команд. Чемпионский титул в 9-й раз в своей истории и в 5-й раз подряд выиграла сборная Кубы.

## Команды-участницы
Доминиканская Республика, Канада, Куба, Мексика, Пуэрто-Рико, США.

## Система проведения чемпионата
6 команд-участниц на предварительном этапе разбиты на две группы. Победители групп напрямую выходят в полуфинал плей-офф. Команды, занявшие в группах 2-е и 3-и места, выходят в четвертьфинал и определяют ещё двух участников полуфинала. Полуфиналисты по системе с выбыванием определяют призёров первенства. Итоговые 5—6-е места разыгрывают проигравшие в 1/4-финала команды.

## Предварительный этап

### Группа А
| М | Команда                  | 1   | 2   | 3   | И | В | П | С/П | О |
| - | ------------------------ | --- | --- | --- | - | - | - | --- | - |
| 1 | США                      |     | 3:0 | 3:0 | 2 | 2 | 0 | 6:0 | 4 |
| 2 | Доминиканская Республика | 0:3 |     | 3:2 | 2 | 1 | 1 | 3:5 | 3 |
| 3 | Мексика                  | 0:3 | 2:3 |     | 2 | 0 | 2 | 2:6 | 2 |

20 сентября: США — Мексика 3:0 (15:5, 15:2, 15:8).
21 сентября: Доминиканская Республика — Мексика 3:2 (16:14, 15:12, 10:15, 4:15, 15:9).
22 сентября: США — Доминиканская Республика 3:0 (15:8, 15:3, 15:1).

### Группа В
| М | Команда     | 1   | 2   | 3 | И | В | П | С/П | О |
| - | ----------- | --- | --- | - | - | - | - | --- | - |
| 1 | Канада      |     | 3:0 | — | 1 | 1 | 0 | 3:0 | 2 |
| 2 | Пуэрто-Рико | 0:3 |     | — | 1 | 0 | 1 | 0:3 | 1 |
| 3 | Куба        | —   | —   |   | 0 | 0 | 0 | 0:0 | 0 |

20 сентября: Канада — Пуэрто-Рико 3:0 (15:9, 15:7, 15:7).
21 сентября: Канада — Куба — матч отменён.
22 сентября: Пуэрто-Рико — Куба — матч отменён.
Сборная Кубы из-за проблем с въездными визами опоздала к матчам предварительного этапа и начала выступления в чемпионате с 1/4 финала.

## Плей-офф

### Четвертьфинал
24 сентября
Куба — Доминиканская Республика 3:0 (15:2, 15:3, 15:4)
Мексика — Пуэрто-Рико 3:2 (15:6, 8:15, 15:3, 6:15, 15:14)

### Матч за 5-е место
26 сентября
Пуэрто-Рико — Доминиканская Республика 3:-

### Полуфинал
25 сентября
США — Мексика 3:0 (15:6, 15:10, 15:5)
Куба — Канада 3:0 (15:7, 15:13, 15:5)

### Матч за 3-е место
26 сентября
Канада — Мексика 3:0.

### Финал
26 сентября
Куба — США 3:1 (15:7, 15:1, 13:15, 15:8)

## Итоги

### Положение команд
| Куба                        |
| США                         |
| Канада                      |
| 4. Мексика                  |
| 5. Пуэрто-Рико              |
| 6. Доминиканская Республика |